# Heterophasia
Heterophasia är ett fågelsläkte i familjen fnittertrastar inom ordningen tättingar. Släktet omfattar sju arter med utbredning från Himalaya till Taiwan och Vietnam:
- Långstjärtad sibia (H. picaoides)
- Taiwansibia (H. auricularis)
- Rostsibia (H. capistrata)
- Blågrå sibia (H. pulchella)
- Gråsibia (H. gracilis)
- Svartvit sibia (H. melanoleuca)
- Svarthuvad sibia (H. desgodinsi)

Även rostryggig minla fördes tidigare till Heterophasia, då kallad rostryggig sibia. DNA-studier  visar dock att den är systerart till rödstjärtad minla (M. ignotincta) och förs numera antingen till Minla eller placeras i det egna släktet Leioptila.